# La Murette
La Murette är en kommun i departementet Isère i regionen Auvergne-Rhône-Alpes i sydöstra Frankrike. Kommunen ligger i kantonen Rives som tillhör arrondissementet Grenoble. År 2022 hade La Murette 1 838 invånare.

## Befolkningsutveckling
Antalet invånare i kommunen La Murette
Referens:INSEE